# 대진 (국가)
대진(大秦)은 중국의 사서에 기재되어 있는 국명으로, 로마 제국, 후 비잔티움 제국을 가리킨다고 여겨진다.

## 대진에 관련하는 기술이 있는 문헌

### 후한서
'화제(和帝) 영원(永元) 9년 (97년)에 서역도호의 반초(班超)가 감영(甘英)을 사자로 대진에 파견했다.'
대진이라는 말이 처음 나오는 기사이다. 이후 감영은  시리아(條枝)까지 도달해, 지중해(大海)를 건너고 대진에 향하려고 했지만, 파르티아 사람의 선원에 '대진까지는 길면 2년 이상이나 항해하지 않으면 안되며, 장기간 육지를 보지 않았기 때문에 마음에 병이 들어 죽는 사람마저 있다'라고 했기 때문에 대진에 가는 것을 단념했다는 기술이 있다.
그러나 후한서(後漢書)에 앞서 『삼국지(三國志)•위서(魏書)』 「오환선비동이전(烏丸鮮卑東夷傳)」 말미의 배송지(裴松之) 주석에 인용된 『위략(魏略)』 「서융전(西戎傳)」에는 반초가 감영을 대진에 파견하였다는 기사는 없다.
 '환제(桓帝) 연희(延憙) 9년 (166년)에 대진 국왕 안돈(安敦, 안톤)이 보낸 사자가 일남군(日南郡)에 방문해 상아·코뿔소의 뿔·바다거북을 헌상했다. 처음으로 (대진과 한은) 교류를 가질 수 있었다.
안돈은 로마 황제 마르쿠스 아우렐리우스 (Marcus Aurelius, 재위 161 ~ 180), 또는 그 선대 황제인 안토니누스 피우스 (Antoninus Pius, 재위 138 ~ 161)의 '안토니누스'의 소리를 전사한 것이라고 생각할 수 있다. 그러나 로마 측의 사서에는 사자를 파견했다는 기술이 없고, 또 헌상품도 인도나 아프리카의 산물인 것으로 인하여, 로마 제국의 상인이 황제의 사자라고 속여 중국과의 무역을 기획한 것은 아닐까 생각할 수 있다(『후한서』는 헌상물에 특히 진기한 것은 없었다, 잘못 전해졌기 때문은 아닐까 적고 있다). 또한 일남군은 현재의 베트남 후에(Huế) 부근에 있던 후한의 군(郡)이다.

### 위략
'대진에는 평상시는 왕은 있지 않고, 나라에 재난이 있었을 경우에는 뛰어난 인물을 선택하고 왕으로 한다. 재난이 끝나면 왕은 해고되지만, 왕은 그것을 원망하지 않는다'
이는 공화정로마에서의 독재관 (dictator)에 관한 기술이라고 생각할 수 있다 (독재관/dictator는 별명으로 interrex라고도 한다. 직역하면 '임시의 왕'이다).

### 속자치통감 장편
'대진에서 사자가 방문했다. (중략) 국왕의 이름을 멸가이령개살 (미카이르카이자)이라고 한다. 전혀 9백여 년 전에 조공했지만 그 다음날 조공하지 않고, 지금 다시 왔다.'
1081년의 사건이다. 그 9백여 년 전에도 대진에서 사자가 왔다는 것이므로, 이는 전술의 166년의 대진 국왕 안돈이 사자를 파견한 것을 가리키고 있다고 생각할 수 있다. 즉 중국 측 (당시는 북송)은 비잔틴 제국이 로마 제국을 계승한 국가인 것을 인식하고 있었다는 것이다. 덧붙여 멸가이령개살은 비잔틴 황제 미카엘 7세 (정도 1071년 ~ 1078년)로 여겨진다.
보충 '송사'권 490·열전 제 249 '외국6'의 '불름(拂菻)'의 조에서는, 북송의 원풍4년 = 1081년에 조공사를 파견해 온 '불름국' (비잔티움 제국인가)의 왕의 이름을 '멸힘이령개살'이라고 적는다.

## 참고 문헌
- 쟌노엘 로베르저, 이토 아키라, 모리나가 키미코 역 '로마 황제의 사자 중국에 이르다: 번영과 야망의 실크로드' 다이슈칸 서점, 1996년 12월, ISBN 978-4469250541

## 같이 보기
- 대진사